# Stowarzyszenie Osób Narodowości Śląskiej
Stowarzyszenie Osób Narodowości Śląskiej – organizacja skupiająca osoby deklarujące narodowość śląską. Stowarzyszenie jest organizacją nienastawioną na zysk i opiera swoją działalność na pracy społecznej członków.

## Powstanie Stowarzyszenia i odmowa jego rejestracji
Stowarzyszenie zostało powołane 15 marca 2011 roku na zebraniu założycielskim w Opolu przez grupę osiemnaściorga mieszkańców województwa opolskiego. Pierwsza próba rejestracji w KRS spotkała się ze strony Sądu Rejonowego w Opolu z żądaniem usunięcia ze statutu odwołań do narodowości śląskiej, a motywowano to nieistnieniem narodu śląskiego. Organizacja odmówiła poczynienia takiego kroku, sąd w tym wypadku odmówił rejestracji.
Władze stowarzyszenia odwołały się od takiej decyzji opierając się na Ustawie z dnia 4 marca 2010 r. o narodowym spisie powszechnym ludności i mieszkań w 2011 r., która w punkcie 6. artykułu 2. mówi o narodowości jako o przynależności narodowej lub etnicznej — rozumie się przez to deklaratywną, opartą na subiektywnym odczuciu, indywidualną cechę każdego człowieka, wyrażającą jego związek emocjonalny, kulturowy lub związany z pochodzeniem rodziców, określonym narodem lub wspólnotą etniczną. Protest został rozpatrzony pozytywnie i 21 grudnia 2011 r. SONŚ znalazł się w KRS pod numerem 0000405947.
12 stycznia 2012 roku Prokuratura Okręgowa w Opolu złożyła apelację do Sądu Okręgowego w Opolu skarżąc decyzję sądu I instancji i podnosząc, że ustawa, na którą powoływało się stowarzyszenie to ustawa o charakterze epizodycznym, kategorie narodowości w niej wymienione służyły tylko potrzebom spisu. W ustawie o mniejszościach narodowych i etnicznych oraz języku regionalnym nie występuje pojęcie narodowości śląskiej. Postanowieniem z dnia 7 września 2012 r. Sąd Okręgowy w Opolu oddalił apelację prokuratury uzasadniając: Po odzyskaniu przez Polskę pełnej suwerenności, gdy stała się państwem w pełni demokratycznym, wolno obywatelom działać wszędzie tam, gdzie prawo tego nie zakazuje. [...] A wolność jednostki to wolność stowarzyszania się. [...] Odchodzi się od pozytywistycznego myślenia na rzecz jednostki. Zatem stowarzyszenie nie musi udowadniać, że jego cele są zgodne z prawem. Trzeba raczej wykazać, że stoją z nim w sprzeczności. Na skutek skargi kasacyjnej wniesionej przez Prokuratora Okręgowego w Opolu Sąd Najwyższy wyrokiem z dnia 5 grudnia 2013 r. uchylił postanowienie Sądu Okręgowego i przekazał mu sprawę do ponownego rozpoznania.
12 sierpnia 2013 Sąd Rejonowy w Opolu nakazał wykreślenie SONŚ z rejestru stowarzyszeń. W 2014 roku walne zgromadzenie SONŚ zmieniło część z zakwestionowanych zapisów statutu, nie rezygnując jednak ze sformułowania „narodowość śląska”. Zmiany te zostały uznane za niewystarczające; w 2015 sąd rejonowy postanowił o likwidacji Stowarzyszenia, a decyzję tę utrzymał w mocy sąd okręgowy. Po odrzuceniu skargi kasacyjnej przez Sąd Najwyższy, działacze Stowarzyszenia złożyli skargę do Europejskiego Trybunału Praw Człowieka. 14 marca 2024 orzekł on, że nakazując likwidację organizacji Polska naruszyła artykuł 11 europejskiej konwencji praw człowieka.

## Cele stowarzyszenia
Cele stowarzyszenia zostały określone w jego statucie:
- Pielęgnowanie śląskiej tożsamości.
- Odrodzenie kultury śląskiej.
- Propagowanie wiedzy o Śląsku.
- Kształtowanie i rozwijanie wśród wszystkich mieszkańców Śląska aktywnej postawy obywatelskiej.
- Współuczestniczenie we współczesnej integracji wszystkich zamieszkujących Śląsk grup ludności.
- Podtrzymywanie kontaktów kulturowych między Ślązakami bez względu na miejsce zamieszkania oraz

pomoc osobom chętnym do powrotów z emigracji zarobkowej. 
- Promocja i kształtowanie pozytywnego wizerunku Śląska i Ślązaków.
- Dbanie o zachowanie materialnego i duchowego dziedzictwa Śląska.

Według pierwotnej wersji statutu były to:
- Rozbudzanie i ugruntowywanie świadomości narodowej Ślązaków.
- Odrodzenie kultury śląskiej.
- Propagowanie wiedzy o Śląsku.
- Kształtowanie i rozwijanie wśród ludności Śląska aktywnej postawy obywatelskiej, sprzyjającej powstaniu poczucia pełnego włodarzenia i współodpowiedzialności za swoją ojczyznę.
- Współuczestniczenie we współczesnej integracji wszystkich zamieszkujących Śląsk grup ludności.
- Podtrzymywanie kontaktów kulturowych między Ślązakami bez względu na miejsce zamieszkania oraz pomoc osobom chętnym do powrotów z emigracji zarobkowej.
- Promocja i kształtowanie pozytywnego wizerunku Śląska i Ślązaków.
- Dbanie o zachowanie materialnego i duchowego dziedzictwa Śląska.

## Zarząd (do 2025 roku)
- Piotr Długosz - prezes
- Wojciech Glensk - wiceprezes
- Justyna Nikodem - skarbnik
- Rafał Szyma - członek zarządu
- Roman Knopp - członek zarządu
- Stefan Zdzuj  - członek zarządu

## Udział w wyborach parlamentarnych
Stowarzyszenie - zgodnie ze swoim statutem - nie może brać udziału w Wyborach do Sejmu i Senatu Rzeczypospolitej Polskiej.